# Michel Santier
Michel Léon Émile Santier, né à Granville le 20 mai 1947, est un évêque catholique français. Engagé dans le mouvement du Renouveau charismatique, il a été fondateur de la communauté charismatique Réjouis-toi en 1977, et premier directeur de l’École de la foi de Coutances à partir de 1989. Il fut évêque de Luçon de 2001 à 2007, de Créteil de 2007 à 2021, et est évêque émérite depuis le 9 janvier 2021.
Michel Santier démissionne en juin 2020 et quitte ses fonctions en janvier 2021, après l'information auprès de sa hiérarchie d'« abus spirituels à des fins sexuelles », notamment dans le cadre de la confession, commis dans les années 1990 à l'encontre de deux jeunes hommes adultes. L'Église catholique, informée par les deux premières victimes en 2019, garde le silence sur cette affaire. Quand la presse la révèle au public en octobre 2022, cinq autres victimes potentielles se font connaître. Le procureur de la République est alors saisi.

## Biographie

### Formation
Michel Santier se prépare à la prêtrise dans les séminaires normands de Coutances, de Bayeux puis de Caen. Il complète sa formation à l'Institut biblique de Rome où il obtient une licence en Écriture sainte.

### Principaux ministères
Il est ordonné prêtre le 7 juillet 1973 pour le diocèse de Coutances. Après avoir exercé son ministère à la paroisse de Coutances de 1976 à 1978, il est professeur d'Écriture sainte au Grand séminaire de Caen, dont il devient supérieur du 3e cycle en 1990.
En 1977, il fonde la Communauté Réjouis-toi dont il est le « berger » général.
En 1989, il est le directeur de l'école de la foi de Coutances destinée aux jeunes de l'Ouest, où il enseigne l'Écriture sainte. C'est là qu'il commet des abus sur deux jeunes hommes qui aboutiront à la sanction du Vatican à son encontre et à sa démission de son rôle d'évêque trente ans après les faits. Sur le plan du droit français, il n'est pas possible de déposer plainte plus de 6 ans après de tels faits, ce qui correspond au délai légal de prescription.
En 1996, il prend des responsabilités au niveau diocésain comme vicaire épiscopal chargé de la formation des prêtres et des laïcs et délégué diocésain pour l'œcuménisme.
Nommé évêque de Luçon en Vendée par Jean-Paul II le 19 juin 2001, il est consacré le 23 septembre 2001 par Jacques Fihey, évêque de Coutances, et Clément Guillon, évêque de Quimper. Le 4 septembre 2007, le pape Benoît XVI lui confie la charge du diocèse de Créteil. Il succède à Daniel Labille qui avait atteint la limite d'âge de sa charge pastorale. Son installation a lieu au Palais des Sports de Créteil le 18 novembre 2007. Dans ces deux postes, contrairement à la tradition, il choisit de ne pas porter d'armoiries.
Au sein de la Conférence des évêques de France, il a présidé le Conseil pour les relations interreligieuses. Il est membre du Comité pour le renouveau charismatique depuis 2001 et a été membre du Conseil pour les relations inter-religieuses et les nouveaux courants religieux. Le 8 novembre 2008, il est devenu président de ce conseil pour un mandat de trois ans, après quoi il laisse sa place à Michel Dubost. Il est membre depuis 2011 de la Commission doctrinale.
Il est alors également l'évêque accompagnateur pour le Renouveau Charismatique et les communautés nouvelles.
Le 20 septembre 2014, il annonce l'ouverture du procès en canonisation du bienheureux Jerzy Popiełuszko à la suite d'une étonnante guérison d'un malade qui avait demandé l'intercession du bienheureux.

## Abus sexuels

### Historique
Après le témoignage de deux hommes majeurs, un dossier de signalement sur Michel Santier est adressé à Rome en décembre 2019 par l'archevêque de Paris Michel Aupetit. En avril 2020, Michel Santier contracte le Covid-19 et est hospitalisé. Le 5 juin 2020, il annonce dans un communiqué sa démission pour raisons de santé. Il demeure cependant évêque jusqu'à la nomination de Dominique Blanchet, son successeur, en janvier 2021.
Le 14 octobre 2022, Famille chrétienne révèle que Michel Santier a été sanctionné par le Vatican en octobre 2021 pour des abus spirituels à des fins sexuelles commis sur deux majeurs dans les années 1990 dans le diocèse de Coutances (Manche), alors qu'il était prêtre et directeur de l’École de la foi. Sa démission prématurée, en 2020, était liée à cette affaire. Il avait lui-même avoué les faits dans sa lettre de démission adressée au pape François. Ces abus ont été commis avec une instrumentalisation des sacrements, notamment celui de la confession. Sur le mode du strip-poker, le pénitent devait enlever un à un ses vêtements, à chaque péché avoué,,. L'épiscopat aurait cherché à éviter la divulgation de cette affaire, en traitant avec légèreté ce dossier avant qu’il ne devienne un scandale public. Ainsi, alors même que la hiérarchie catholique était au courant, Michel Santier avait pu participer à la messe d'installation de son successeur en janvier 2021, et à la messe chrismale dans son ancien diocèse en avril 2022.
Il exerce depuis la fonction d’aumônier au sein de l'abbaye de Saint-Sauveur-le-Vicomte dans la Manche, où il continue à célébrer la messe,.
Le 20 octobre 2022, Dominique Lebrun, archevêque de l'archidiocèse de Rouen dont dépend le diocèse de Coutances, signale cinq autres victimes de Michel Santier quand il était prêtre du diocèse de Coutances. Le procureur de la République est informé de ces nouveaux cas,. Le 13 décembre 2022, Dominique Lebrun annonce que le Dicastère pour la Doctrine de la foi a chargé Olivier Leborgne, évêque d’Arras, de mener une enquête sur d'autres potentiels abus. Ce dernier a rendu ses conclusions en mai 2023.

### Réactions
Anne Lécu, membre de la cellule de lutte contre les dérives sectaires dans l’Église catholique, regrette que Laurent Le Boulc'h, évêque du diocèse de Coutances et Avranches, n'ait pas lancé d'appel à témoin, pas plus que les diocèses de Luçon et Créteil, afin de rechercher d'autres victimes potentielles de Michel Santier.
Pour Aymeric Christensen, directeur de la rédaction du média catholique La Vie, Michel Santier a profané le sacrement de la confession pour abuser de ces pénitents. De multiples questions restent sans réponse : « Pourquoi ne pas avoir publié la condamnation ? Pourquoi avoir, de fait, laissé l’évêque mentir sur les raisons – « de santé » et… « d’autres difficultés » – de son départ ? Auparavant, comment avait-il pu accepter une telle charge en connaissant ses propres antécédents ? N’est-il pas urgent d’améliorer les enquêtes lors des processus de nominations ? Et surtout, surtout : y a-t-il actuellement d’autres clercs dont la retraite dissimule en réalité des sanctions de ce type ? ». La récurrence des abus sexuels et les silences de l'Église alimentent le départ de ses fidèles.
Stéphane Joulain, psychothérapeute et prêtre membre de la Société des missionnaires d’Afrique, exprime son dégoût et relève la « disproportion dans l’imposition de faibles sanctions pour des faits si graves, qui en d’autres temps auraient été sanctionnés par une excommunication ». Il ne croit plus à la capacité de l'Église de se réformer en matière pénale. Ainsi, il cite le cas du cardinal Marc Ouellet où le Vatican est incapable d'appliquer ses propres règles.
À la suite de ces révélations, des rassemblements sont organisés dans plusieurs villes de France le week-end du 29-30 octobre 2022 à l'initiative du collectif Agir pour notre Église. Le collectif réclame, entre autres, une véritable transparence dans les décisions canoniques.

## Prises de position

### Dialogue avec les musulmans
En 2006, à l'occasion de l'entrée en Ramadan et au nom de l'épiscopat français, il publie un communiqué bienveillant envers les musulmans, invitant à un dialogue plus approfondi entre les communautés catholiques et musulmanes.
En 2008, il explique que dans le dialogue avec les musulmans, il ne faut pas uniquement se pencher sur les questions doctrinales, mais aussi, comme Dieu, porter un regard d'estime sur eux.

### Demande de pardon aux blessés de l'Église

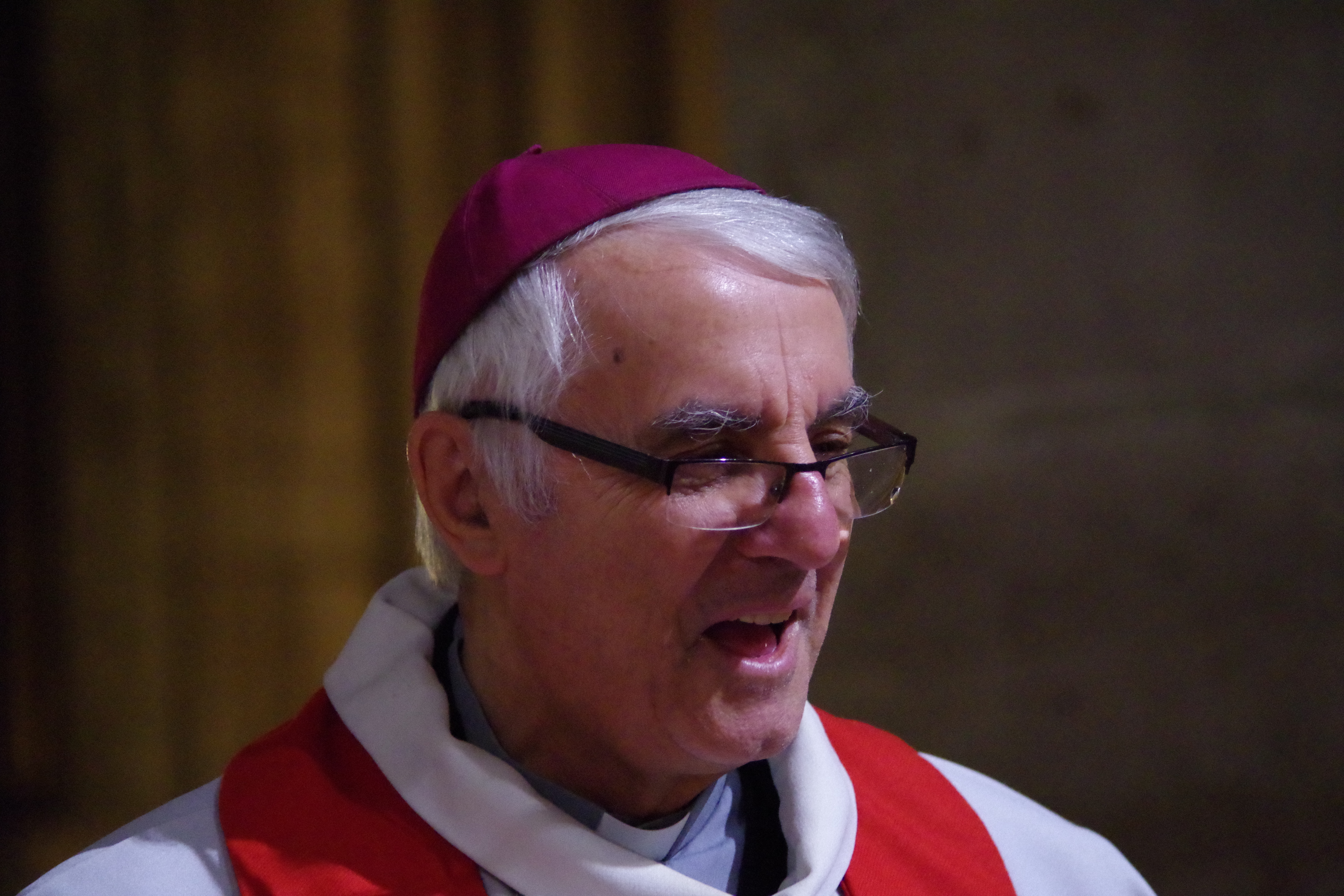
Michel Santier en 2015.

En 2006, en lançant la dernière ligne droite du synode diocésain de Vendée, Santier émet une démarche formelle de repentance. « Dans le passé, en Vendée, l’Église était très présente, occupait l’espace social et laissait peu de place à des manières de penser et de vivre la vie humaine et la foi d’une façon différente. Des hommes et des femmes ont souffert de cette emprise de l’Église sur leur vie personnelle et sociale. Je pense aussi aux personnes séparées, divorcées, divorcées-remariées, à d’autres qui vivent une orientation sexuelle qu’ils n’ont pas choisie ; des paroles de jugement prononcées de notre part, alors que nous ignorons la souffrance cachée qui est à l’origine de ces situations, ont pu faire beaucoup de mal. Au début de cette cérémonie j’ai vécu avec vous une démarche de repentance, et au nom de l’Église, comme évêque, je vous demande pardon et leur demande pardon. ».

## Ouvrages
- Réjouis-toi : servir la communion en Église, Desclée De Brouwer, 1998.
- Le Renouveau au cœur de l'Église, éditions des Béatitudes, 2002.
- Soyez dans la joie, Desclée De Brouwer, 2007.
- Personne ne peut venir à moi si mon Père ne l'attire, Salvator, 2018 (ISBN 9782706716652).